# Fonzerelli
Fonzerelli es el nombre artístico del DJ y Productor de Irlanda del Norte, Aaron McClelland. También se le conoce por Good Livin, Gorgeous George y Yer Man. 
Destaca por sus canciones: "Moonlight Party", "Music´s Got Me" (Stu Allan), Dreamin´, y su remix de "Be Free With Your Love" para The Cube Guys Pres Miami Dub Machine.
Fonzerelli ha hecho remixes de varios artistas y sellos discográficos incluyendo el notable sencillo top 5 en el Reino Unido "Now You're Gone" y "All I Ever Wanted", colaborando con Basshunter en su disco de platino Now You're Gone - The Album. En el 2010 ha colaborado con el cantante de glam rock Adam Lambert, haciendo los remixes de las canciones "Whataya Want from Me" y "For Your Entertainment"
Su nuevo sencillo "Dreamin' (Of a Hot Summer Night)" alcanzó el número 2 en las listas DMC Buzz Chart y número 6 en las listas Cool Cuts Chart El vídeoclip oficial puede verse en su página web.
Fonzerelli está trabajando en su álbum debut como artista, titulado "San Franz Disco" que saldrá próximamente.

## Discografía

### Sencillos
- Moonlight Party (2005)
- Stimulation (2005)
- I Love Music (2007)
- Spirit (Wanna Stay Here Forever) (2007)
- Losing U (2008)
- Dreamin' (Of A Hot Summers Night) (1126WABII) (2009)
- Joy (2012)

### Remixes
- Cube Guys Present Miami Dub Machine – Be Free With Your Love (2005)
- Chanel – My Life (2006)
- The Star Alliance – He's A Runner (2006)
- BeatFreakz – Superfreak (2006)
- Tiësto – Dance 4 Life (2006)
- Robbie Rivera feat. Justine Suissa – Float Away (2006)
- Sunfreakz feat. Andrea Britton – Counting Down The Days (2006)
- Mischa Daniëls – Take Me Higher (2006)
- Corenell vs. The Lisa Marie Experience – Keep On Jumpin' (2007)
- Uniting Nations – Do it Yourself (2007)
- Mauro Picotto – Evribadi (Needs Sombadi…) (2007)
- Turbofunk – Gotta Move (2007)
- Jes – Heaven (2007)
- Dave Armstrong & RedRoche ft. H-Boogie – Love has Gone (2007)
- Basshunter – Now You're Gone (2007)
- Henrik B feat. Terri B – Soul Heaven (2007)
- The Disco Boys – Start all over again (2007)
- Pedro Del Mar Feat. Emma Nelson – Feel (2007)
- Camille Jones vs. Fedde Le Grand – The Creeps (2007)
- Basshunter – All I Ever Wanted (2008)
- J. Majik & Wickaman – Crazy World (2008)
- Robbie Rivera – Back To Zero (2008)
- Sash! feat. Stunt – Raindrops (2008)
- LYS & Hunzed Feat. Marijana – Away (2008)
- Basshunter – I Miss You (2008)
- Mirror Cat – Key To Love (2009)
- Weekend Masters feat. Shena – I've Found The Love (2009)
- Adam Lambert – Whataya Want from Me (2010)
- The Police – Roxanne (2010)
- Robbie Rivera – We Live For The Music (2010)
- Chelley – Took The Night (2010)
- Picture The Sound – Big Time Charlie (2011)
- West end boys – Blinding Light (2011)
- Loverush UK! & Carla Werner – Give Me Your Love 2012
- Bernd Hall & Marco Zanfardino feat. Leon Miller – Believer (2012)
- Vega – Magic Stars (2012)
- Bernd Hall & Marco Zanfardino feat. Leon Miller – Whenever (2012)
- A-Ha - Take On Me (2013)
- Benny Maze & Danny Inzerillo - Playing with Hearts feat. Denitia (2013)
- Queen - Body Language (2013)